# Appendicula
Die Gattung Appendicula aus der Familie der Orchideen (Orchidaceae) besteht aus etwa 153 Arten. Die Pflanzen wachsen meist epiphytisch, sie kommen im tropischen Asien vor.

## Beschreibung
Die Appendicula-Arten wachsen sympodial. Die recht dünnen Sprosse sind bei manchen Arten verzweigt, ihr Querschnitt kann rund oder zusammengedrückt sein. Die Sprossachse ist dicht mit zweizeilig angeordneten Laubblättern besetzt. Die Blattbasen umfassen den Spross und verhüllen ihn komplett, zwischen Blattbasis und Spreite befindet sich ein Trenngewebe. Bei einigen Arten sind die Blattspreiten so gedreht, dass sie alle in einer Ebene liegen. Die dicht mit mehreren kleinen, resupinierten Blüten besetzten Blütenstände entspringen seitlich aus den Blattachseln oder stehen endständig, bei manchen Arten auch beides. Die Blüten sind weiß, grünlich oder rosa gefärbt. Die Blütenblätter sind nicht miteinander verwachsen, allerdings bilden die seitlichen Sepalen und die Lippe zusammen mit der verlängerten Basis der Säule (Säulenfuß) eine kurze Aussackung. Die Lippe ist einfach oder dreilappig und besitzt an der Basis ein rückwärts gerichtetes Anhängsel. Am Ende der kurzen Säule befindet sich das Staubblatt mit sechs etwa keulenförmigen Pollinien in zwei Gruppen. Diese sind über ein oder zwei Stielchen mit einer gemeinsamen kleinen Klebscheibe (Viscidium) verbunden. Ein längliches, meist zweigelapptes Rostellum trennt das Staubblatt von der Narbe.

## Verbreitung
Die Arten der Gattung Appendicula sind im tropischen Asien verbreitet. Im Nordwesten zieht sich das Areal entlang des Himalaya-Südhanges, nach Südosten wird Südchina, Hinterindien und die indonesische Inselwelt, eine Art erreicht noch den Norden Australiens. Eine große Artenvielfalt findet sich in Sumatra sowie in Neuguinea.
Es sind meist epiphytisch wachsende Pflanzen immerfeuchter und saisonal trockener tropischer Wälder, einige Arten wachsen bevorzugt auf Felsen oder terrestrisch.

## Systematik und botanische Geschichte
Die Gattung Appendicula wird zur Subtribus Eriinae innerhalb der Tribus Podochileae gezählt. Verwandte Gattungen sind Chitonochilus, Poaephyllum sowie Podochilus.

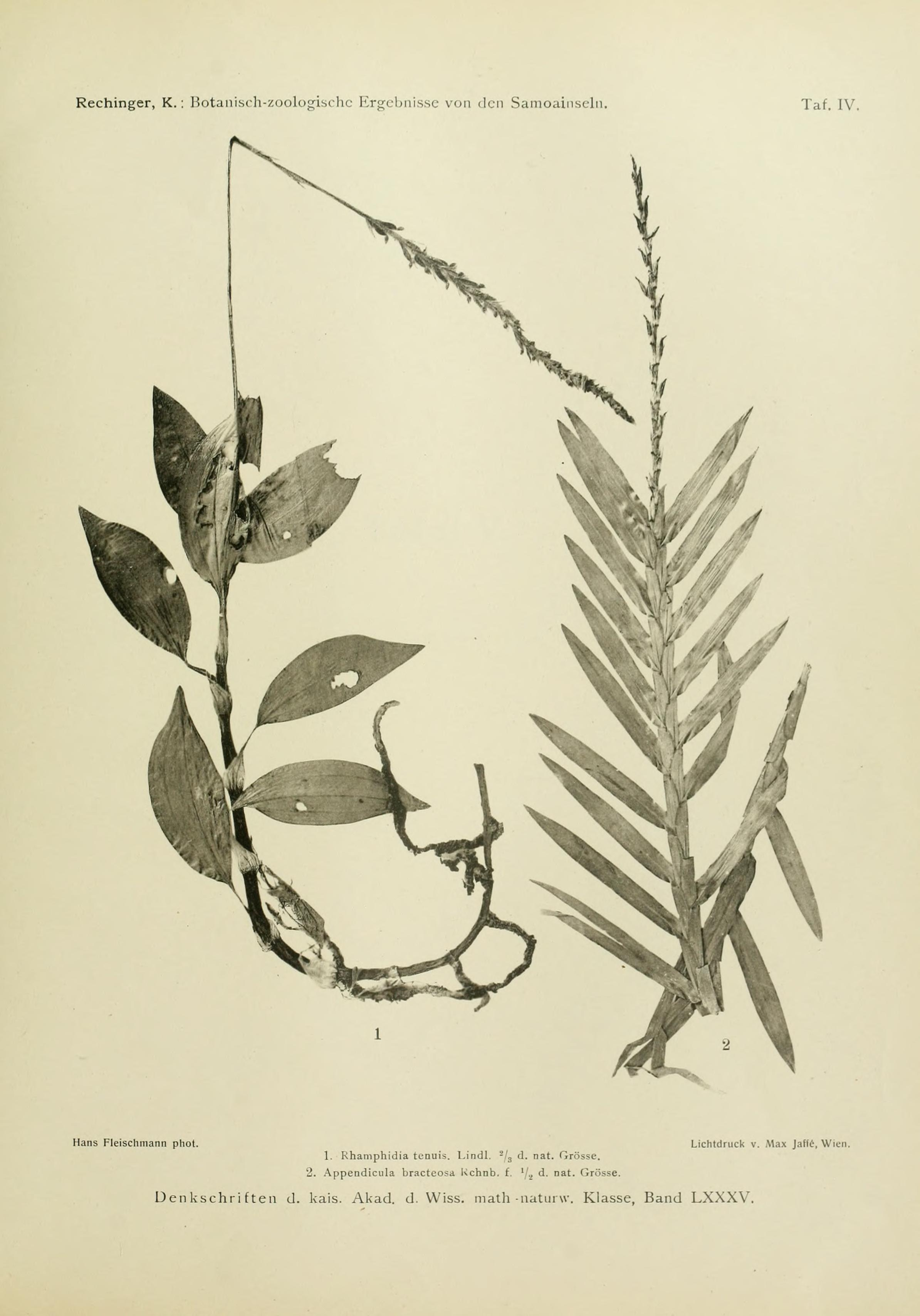
Illustration von Appendicula bracteosa (fig. II, rechts)

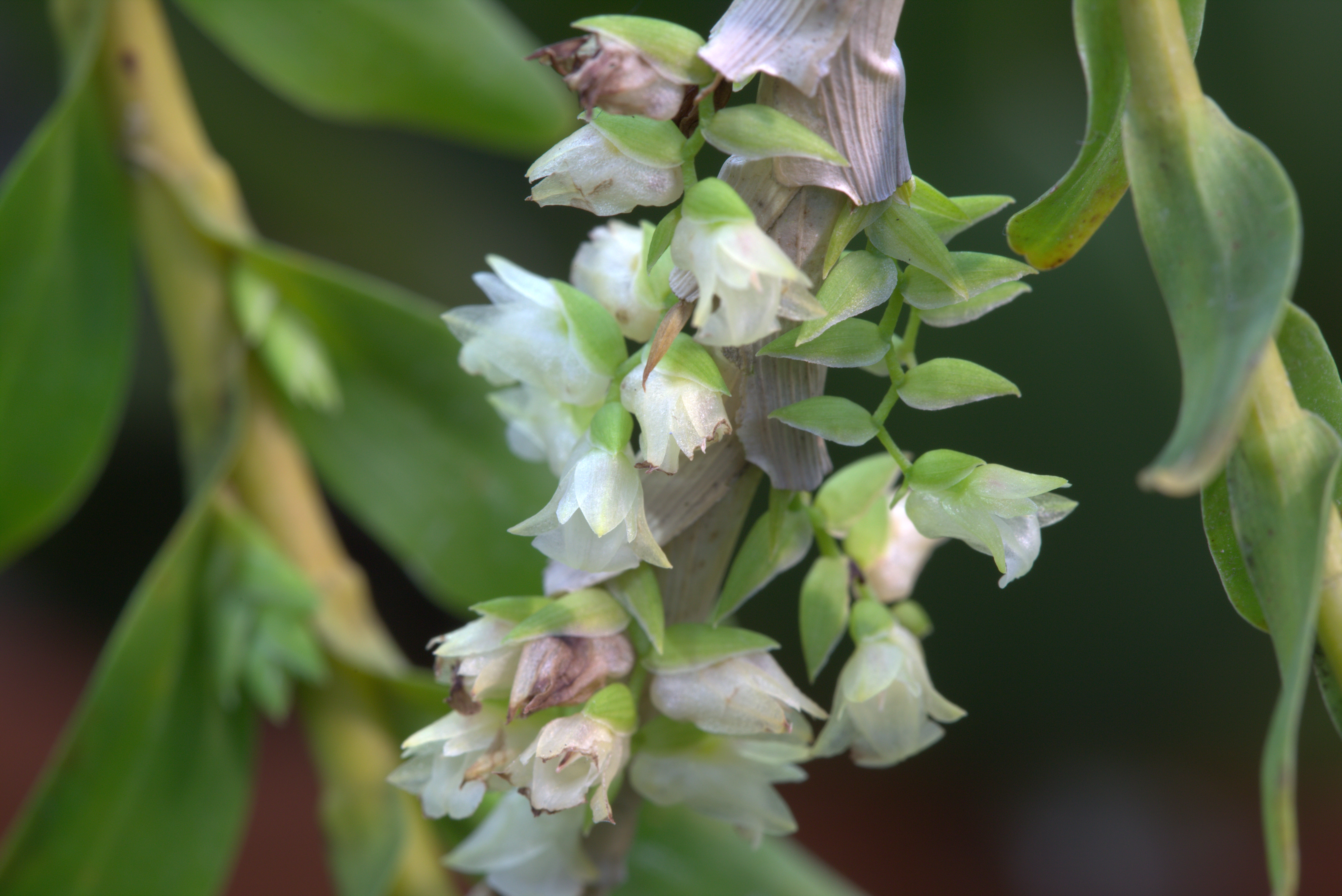
Appendicula cornuta

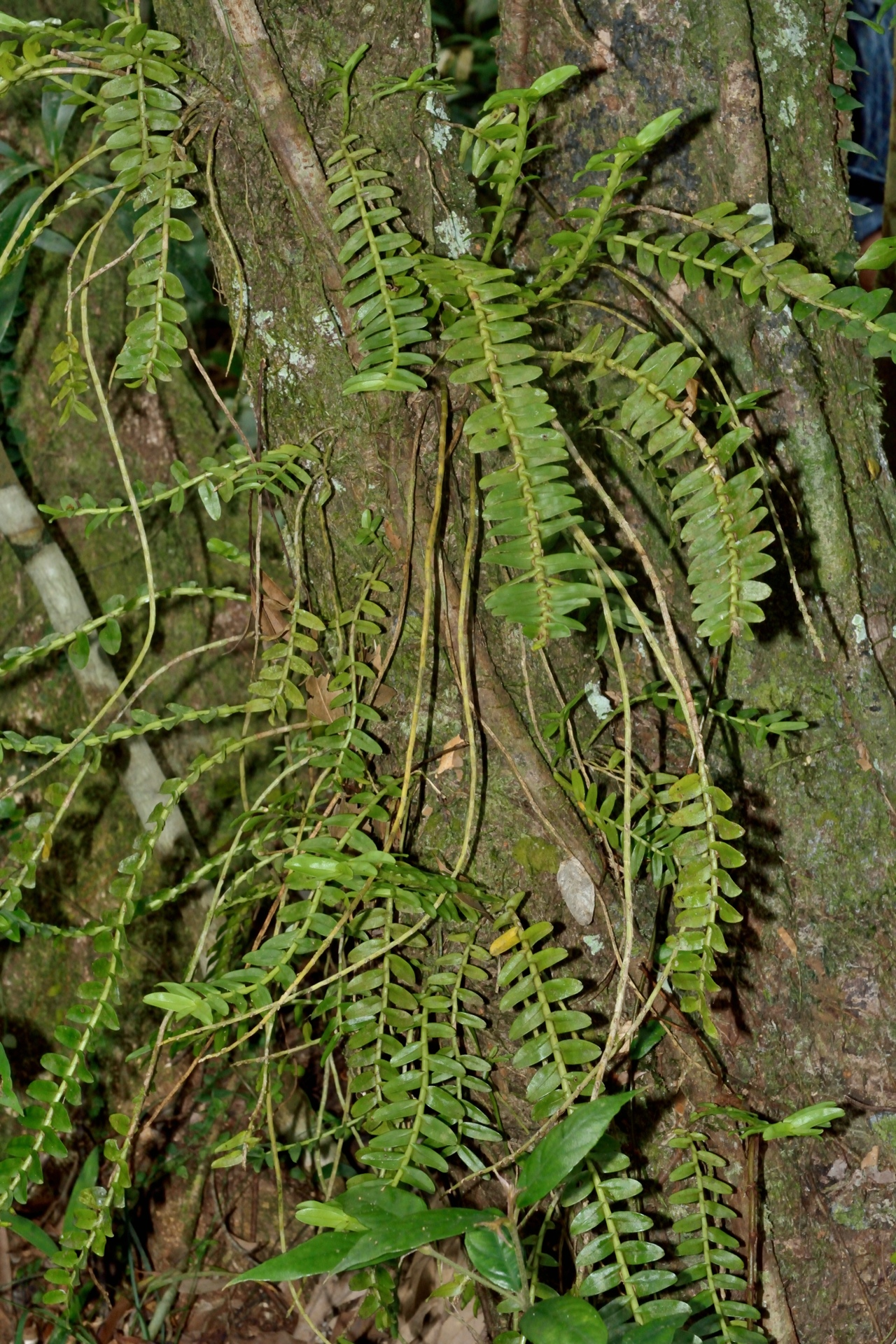
Appendicula reflexa

Appendicula wurde 1825 von Carl Ludwig Blume in Bijdragen tot de Flora van Nederlandsch Indie Band 7, Seite 297, tab. 40 erstbeschrieben. Der Name bezieht sich auf das charakteristische Anhängsel auf der Lippe.
Es sind folgende 153 Arten gültig beschrieben:
- Appendicula aberrans Schltr.
- Appendicula adnata J.J.Sm.
- Appendicula alatocaulis P.O'Byrne & J.J.Verm.
- Appendicula alba Blume
- Appendicula anceps Blume
- Appendicula ancosiphila Ormerod
- Appendicula anemophila (Schltr.) J.J.Sm.
- Appendicula angustifolia Blume
- Appendicula annamensis Guillaumin
- Appendicula anomala (Schltr.) Schltr.
- Appendicula babiensis J.J.Sm.
- Appendicula baliensis J.J.Sm.
- Appendicula biloba J.J.Sm.
- Appendicula bilobulata J.J.Wood
- Appendicula biumbonata Schltr.
- Appendicula bracteosa Rchb.f. in B.Seemann
- Appendicula brassii Ormerod
- Appendicula brevimentum J.J.Sm.
- Appendicula buxifolia Blume
- Appendicula calcarata Ridl.
- Appendicula calcicola Schltr.
- Appendicula callifera J.J.Sm.
- Appendicula carinifera Schltr.
- Appendicula carnosa Blume
- Appendicula celebica (Schltr.) Schltr.
- Appendicula chalmersiana F.Muell.
- Appendicula cleistogama Schltr.
- Appendicula clemensiae (Ames) Ames
- Appendicula clemensiorum  J.J.Wood
- Appendicula collina (Schltr.) J.J.Sm.
- Appendicula concava Schltr.
- Appendicula congenera Blume
- Appendicula congesta Ridl.
- Appendicula cornuta Blume
- Appendicula crispa J.J.Sm.
- Appendicula cristata Blume
- Appendicula crotalina (Ames) Schltr.
- Appendicula cuneata Ames
- Appendicula cyphochiloides Ormerod
- Appendicula dajakorum J.J.Sm.
- Appendicula damusensis J.J.Sm.
- Appendicula dendrobioides (Schltr.) Schltr.
- Appendicula densifolia (Ridl.) Ridl.
- Appendicula dichaeoides Ormerod
- Appendicula disticha Ridl.
- Appendicula djamuensis Schltr.
- Appendicula effusa (Schltr.) Schltr.
- Appendicula elegans Rchb.f.
- Appendicula elmeri (Ames) Ames
- Appendicula fallax Schltr.
- Appendicula fasciculata J.J.Sm.
- Appendicula fenixii (Ames) Schltr.
- Appendicula fergussoniana Ormerod
- Appendicula flaccida (Schltr.) Schltr.
- Appendicula floribunda (Schltr.) Schltr.
- Appendicula foliosa Ames & C.Schweinf. in O.Ames
- Appendicula fractiflexa J.J.Wood in J.J.Wood & al.
- Appendicula furfuracea J.J.Sm.
- Appendicula gjellerupii J.J.Sm.
- Appendicula goodenoughiana Ormerod
- Appendicula gracilis Aver.
- Appendicula grandifolia Schltr.
- Appendicula hexadens Ormerod
- Appendicula hexandra (J.König) J.J.Sm.
- Appendicula hooglandii Ormerod
- Appendicula humilis Schltr.
- Appendicula imbricata J.J.Sm.
- Appendicula inermis Carr
- Appendicula infundibuliformis J.J.Sm.
- Appendicula irigensis Ames
- Appendicula isoglossa Schltr.
- Appendicula jacobsonii J.J.Sm.
- Appendicula kaniensis Schltr.
- Appendicula kjellbergii J.J.Sm.
- Appendicula krauseana Schltr.
- Appendicula lamprophylla Schltr.
- Appendicula latifolia (Schltr.) J.J.Sm.
- Appendicula latilabium J.J.Sm.
- Appendicula laxifolia J.J.Sm.
- Appendicula leytensis Ames
- Appendicula linearifolia Ames & C.Schweinf.
- Appendicula linearis J.J.Sm.
- Appendicula longa J.J.Sm.
- Appendicula longibracteata Ridl.
- Appendicula longirostrata Ames & C.Schweinf.
- Appendicula lucbanensis (Ames) Ames
- Appendicula lucida Ridl.
- Appendicula lutea Schltr.
- Appendicula luzonensis (Ames) Ames
- Appendicula magnibracteata Ames & C.Schweinf.
- Appendicula malindangensis (Ames) Schltr.
- Appendicula maneauensis Ormerod
- Appendicula maquilingensis Ames
- Appendicula matapensis Ormerod
- Appendicula merapohensis P.T.Ong & P.O'Byrne
- Appendicula merrillii Ames
- Appendicula micrantha Lindl.
- Appendicula mimica  Ormerod
- Appendicula minutiflora Ames & C.Schweinf.
- Appendicula montana (Schltr.) J.J.Sm.
- Appendicula negrosiana (Ames) Ames
- Appendicula neohibernica Schltr.
- Appendicula nicobarica Jayanthi, Sumathi & Karthig.
- Appendicula nivea (Schltr.) Schltr.
- Appendicula oblonga Schltr.
- Appendicula ovalis (Schltr.) J.J.Sm. ex Mansf.
- Appendicula oxysepala (Schltr.) J.J.Sm.
- Appendicula padangensis Schltr.
- Appendicula palustris J.J.Sm.
- Appendicula pandurata (Schltr.) Schltr.
- Appendicula parvifolia (Schltr.) J.J.Sm.
- Appendicula patentissima J.J.Sm.
- Appendicula pauciflora Blume
- Appendicula pendula Blume
- Appendicula penicillata Blume
- Appendicula perplexa (Ames) Ames
- Appendicula peyeriana Kraenzl.
- Appendicula pilosa J.J.Sm.
- Appendicula podochiloides J.J.Sm.
- Appendicula polita J.J.Sm.
- Appendicula polyantha Ames
- Appendicula polyphylla Schltr.
- Appendicula polystachya (Schltr.) Schltr.
- Appendicula pseudofractiflexa  J.J.Wood
- Appendicula pseudopendula (Schltr.) Schltr.
- Appendicula purpurascens Blume
- Appendicula purpureifolia J.J.Sm.
- Appendicula ramosa Blume
- Appendicula recondita J.J.Sm.
- Appendicula reflexa Blume
- Appendicula rivularis (Schltr.) J.J.Sm.
- Appendicula rostellata J.J.Sm.
- Appendicula rostrata J.J.Sm.
- Appendicula rubens (Schltr.) Schltr.
- Appendicula rupestris Ridl.
- Appendicula rupicola (Ridl.) Rolfe
- Appendicula salicifolia J.J.Sm.
- Appendicula schlechteri J.J.Sm. ex Ormerod
- Appendicula scissosaccus (Gilli) Ormerod
- Appendicula sepikiana Schltr.
- Appendicula seranica J.J.Sm.
- Appendicula spathilabris J.J.Sm.
- Appendicula steffensiana (Schltr.) J.J.Sm.
- Appendicula tagalensium Kraenzl.
- Appendicula tembuyukenensis  J.J.Wood
- Appendicula tenuifolia J.J.Wood
- Appendicula tenuispica (Schltr.) Schltr.
- Appendicula theunissenii J.J.Sm.
- Appendicula togarupia  Ormerod
- Appendicula topensabe Ormerod
- Appendicula torricelliana Schltr.
- Appendicula torta Blume
- Appendicula triloba (Schltr.) Schltr.
- Appendicula tubilabia J.J.Wood
- Appendicula uncata Ridl.
- Appendicula undulata Blume
- Appendicula vanimoensis Ormerod
- Appendicula verruculifera J.J.Sm.
- Appendicula wariana (Schltr.) Ormerod
- Appendicula weberi Ames
- Appendicula werneri Schltr.
- Appendicula wibowojuswara J.M.H.Shaw (2019)
- Appendicula xytriophora Rchb.f. in B.Seemann